# Pterocyclophora albiapicata
Pterocyclophora albiapicata là một loài bướm đêm trong họ Erebidae.